# Tiago Barbosa
Tiago Barbosa (São João de Meriti, 28 de janeiro de 1985) é um ator e cantor brasileiro que foi protagonista da versão brasileira do musical da Broadway O Rei Leão no Brasil (2013) e em Madrid (2016), na Espanha. Ademais, protagonizou o personagem Fiyero na segunda montagem de Wicked no Brasil.

## Biografia
Formado em pedagogia, Barbosa foi preparador vocal do grupo de teatro Nós do Morro e participou da 7.ª temporada do programa de televisão Ídolos, onde ficou em oitavo lugar. No mesmo ano, foi escolhido para protagonizar a versão brasileira do musical da Broadway O Rei Leão. Barbosa foi escolhido pela criadora e diretora-geral do musical, a americana Julie Taymor, para dar vida ao personagem Simba e foi considerado por ela o melhor intérprete
Sua atuação como o jovem leão lhe rendeu em 2014 o prêmio de "Melhor Ator Revelação" na segunda edição do Prêmio Bibi Ferreira.. No mesmo ano, foi premiado na 12ª edição do Troféu Raça Negra. Tempos depois, integrou o elenco da versão brasileira da comédia da Broadway Mudança de Hábito, onde deu vida ao capanga TJ. Já em 2016, estrelou a adaptação brasileira de Cinderella, o Musical, onde representou dois personagens, Lord Pinklenton e Príncipe Topher, quando se tornou o primeiro ator negro a representar o personagem entre todas as montagens do musical ao redor do mundo. 
Desde 2016, Barbosa vive em Madrid, na capital espanhola, e vive o protagonista Simba na montagem espanhola do musical O Rei Leão.
Em 2017, se apresentou com o show solo Do Vidigal para o Mundo com duas apresentações no Brasil, uma em São Paulo e outra no Rio de Janeiro.
Em 2019, Barbosa voltou a se apresentar no Brasil com o espetáculo Estrada.
Já em 2023 o ator foi convidado para interpretar Fiyero na segunda montagem do musical Wicked no Brasil.

## Carreira

### Teatro
| Ano       | Título                                      | Função                            | Cidade           |
| --------- | ------------------------------------------- | --------------------------------- | ---------------- |
| 2013      | O Rei Leão                                  | Simba                             | São Paulo        |
| 2015      | Mudança de Hábito                           | Capanga TJ                        | São Paulo        |
| 2016      | Cinderella, o Musical                       | Príncipe Topher e Lord Pinklenton | São Paulo        |
| 2016      | O Rei Leão                                  | Simba                             | Madrid (Espanha) |
| 2021-2022 | Kinky Boots                                 | Lola / Simon                      | Madrid (Espanha) |
| 2022      | Clube da Esquina - Os sonhos não envelhecem | Milton Nascimento                 | São Paulo        |
| 2023      | Wicked (musical)                            | Fiyero                            | São Paulo        |
| 2023      | IRON - O Homem da Máscara de Ferro          | Luís XIV e Philippe               | São Paulo        |

## Filmografia

### Televisão
| Ano  | Programa | Emissora | Nota                     |
| ---- | -------- | -------- | ------------------------ |
| 2012 | Ídolos   | Record   | Participante (8.º lugar) |

### Músico
| Ano  | Projeto                 | Nota  |
| ---- | ----------------------- | ----- |
| 2017 | Do Vidigal Para o Mundo | [ 8 ] |
| 2019 | Estrada                 | [ 9 ] |